# Крива (Вінниця)
Крива - частина міста Вінниці, заповнена приватною забудовою. 
Знаходиться на Старому місті.
Центральна артерія - вул. Данила Нечая, вул. Шепеля і вул. Молодогвардійська мають форму кривої (і їх так називають частіше ніж за офіційними назвами), що й дало назву місцевості.
Також існує легенда, що колись на місті Кривої був будинок,  де жила старенька бабця, яка продавала самогон. Бабця з віком була кривою. Коли приходили до неї місцеві п'янички їхні дружини знали, що йдуть "до Кривої".
Навіть зараз зупинку "вулиця Молодогвардійська" називають "Крива".
Сюди можна дістатися автобусом №2, 7, 27.
| Україна | Це незавершена стаття з географії України. Ви можете допомогти проєкту, виправивши або дописавши її. |